# Malayemys
Genre
Synonymes
- Damonia Gray, 1869

Malayemys ou tortue mangeuse d'escargot est un genre de tortues de la famille des Geoemydidae.

## Répartition et habitat
Les trois espèces de ce genre se rencontrent en Asie du Sud-Est, plus précisément en Asie du Sud-Est continental (Indochine, péninsule indochinoise).
Elles préfèrent les habitats d'eau stagnante dotés de substrats meubles et de végétation aquatique. On les trouvent aussi dans les rizières et les terrains humides urbains dont les khlongs (canaux) de Bangkok.

## Description
Ce sont de petites tortues actives le jour et la nuit.
Sur la tête et le cou sont bien visibles des bandes blanches ou jaunes. La carapace modérément bombée mesure jusqu'à 21 cm de long et est pourvue de trois carènes.  La dossière est brun foncé à chocolat clair, entourée d'une bordure jaune. Le plastron, non articulé, est jaunâtre avec des taches noires sur les écailles. 

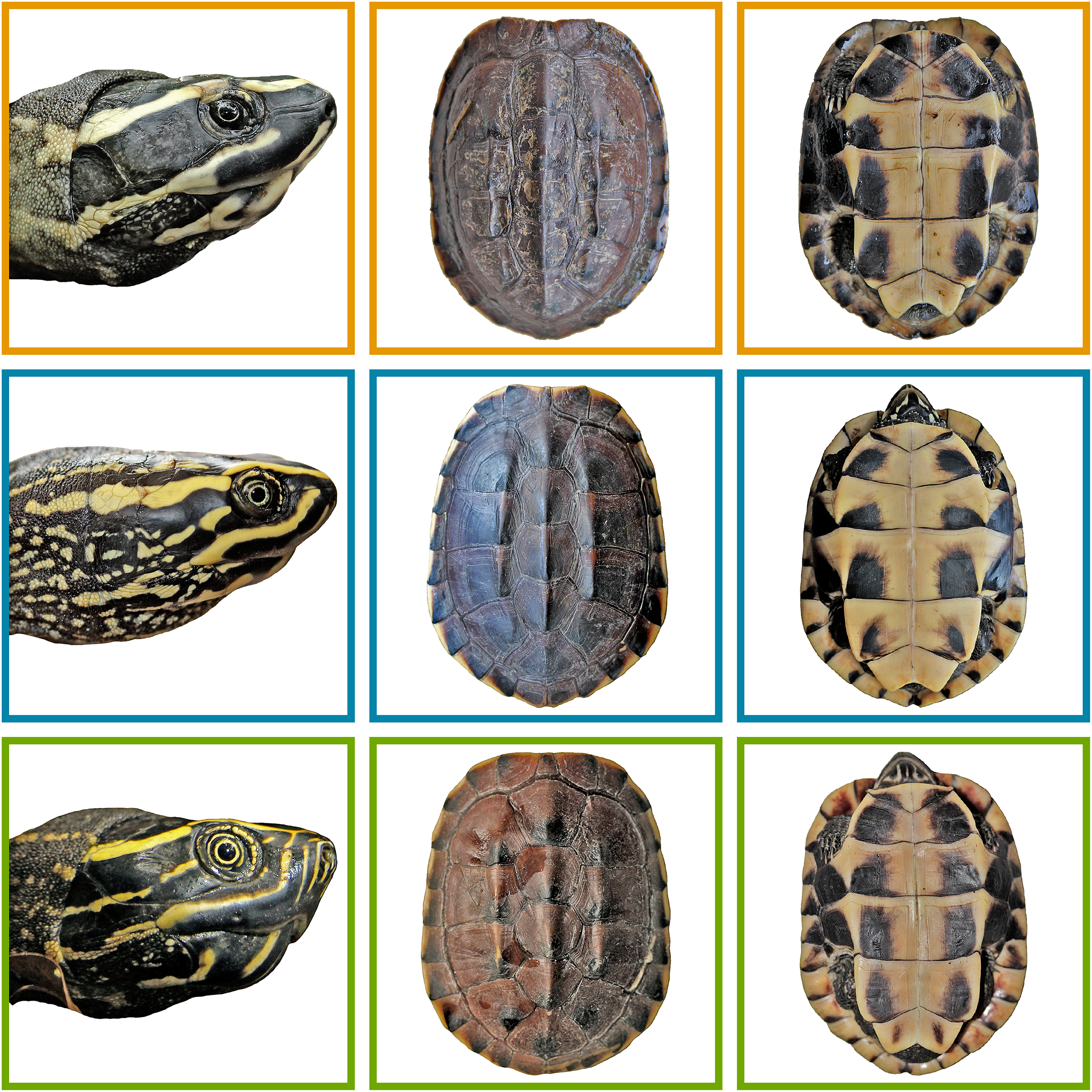
Malayemys khoratensis (orange), Malayemys macrocephala (bleu) et Malayemys subtrijuga (vert)

Ces tortues sont carnivores : elles se nourrissent de proies à coquilles dures telles les escargots et les moules et aussi d'insectes, de vers de terre et de crevettes. Elles pondent de 3 à 6 œufs à coquille dure. En captivité, elles peuvent vivre au moins 14 ans.

## Liste des espèces
Selon The Reptile Database (12 juin 2017) :

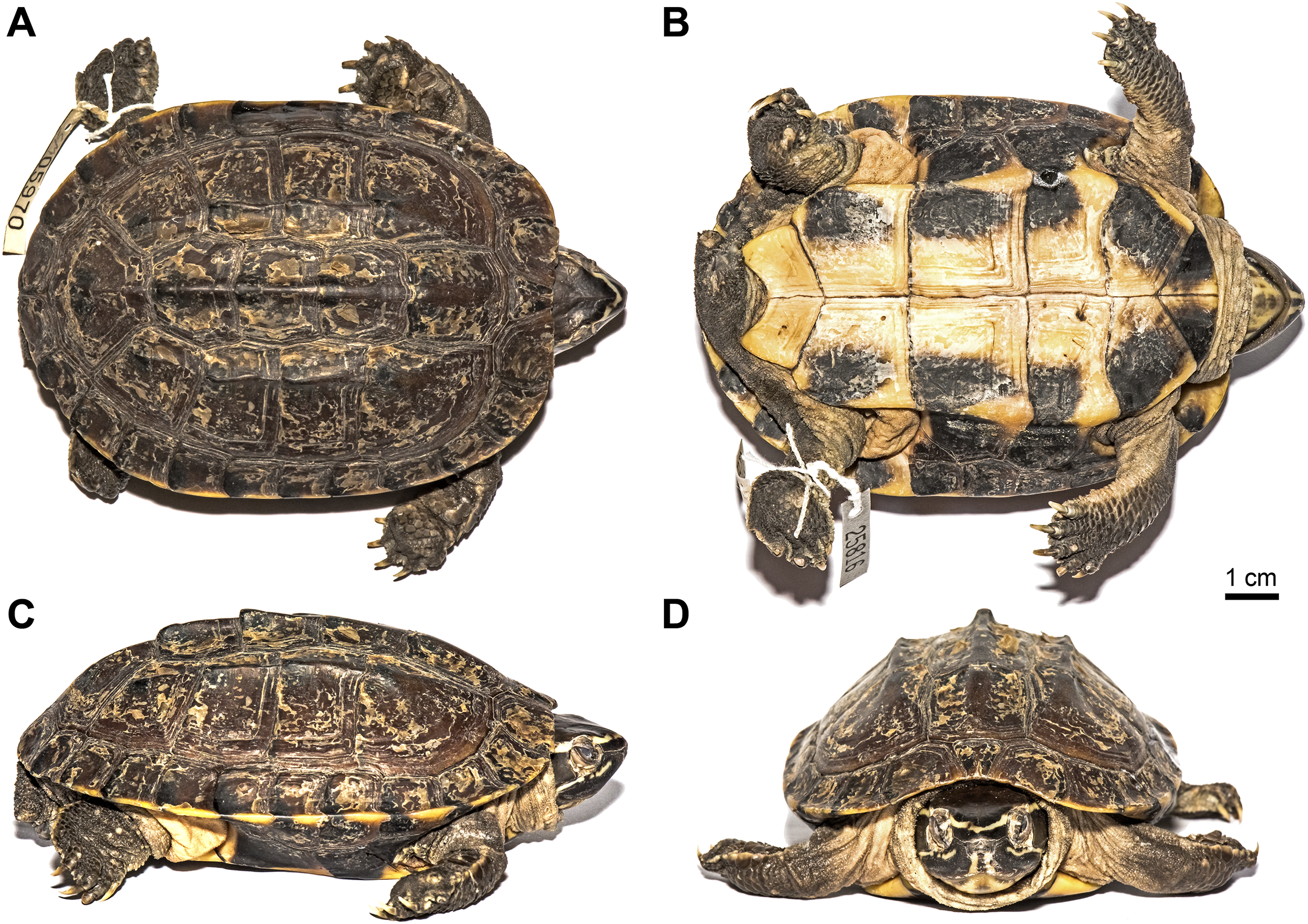
Malayemys khoratensis, vues dorsale, ventrale, latérale et frontale

- Malayemys isan ou plutôt Malayemys khoratensis Sumontha, Brophy, Kunya, Wiboonatthapol & Pauwels, 2016
- Malayemys macrocephala (Gray, 1859)
- Malayemys subtrijuga (Schlegel & Müller, 1844)

## Publication originale
- Lindholm, 1931 : Über eine angebliche Testudo- Art aus Südchina. Zoologische Anzeiger, vol. 97, p. 27-30.